# Kangoo
Kangoo (1996) – francuski serial animowany emitowany dawniej na kanale RTL7.

## Wersja polska
Wersja z lektorem. 
Wersja polska: RTL 7. Tekst na podstawie tłumaczenia Adrianny Żuk, Agnieszki Żuraniewskej Tomasz Potocki. Czytał Henryk Pijanowski.

## Opis fabuły
Serial opowiada o przygodach drużyny kangurów – Napo, Kevina, Archiego, Nelsona i Juniora, które grają w koszykówkę i przeżywają niesamowite przygody.

## Bohaterowie

### Postacie pozytywne
- Napo – szef drużyny kangurów.
- Kevin – preferuje rozwiązania siłowe.
- Archie – mózg i taktyk.
- Nelson – pilot
- Junior – najmłodszy w drużynie.
- Django – najstarszy kangur na Sierra Kangoo, nie gra z pozostałymi w koszykówkę, niemalże nigdy nie opuszcza wyspy, zajmuje się uprawą złotego krzewu.
- Sammy – trener kangórów.
- Tiffanie – córka trenera i drugi pilot.
- Oscar – pies Tiffanie.
- Krikri – zaprzyjaźniony z kangurami delfin.

### Postacie negatywne
- Mister D – główny przeciwnik kangurów, złoczyńca z Danger City, bogaty eksenctryk pragnący zdobyć złoty krzew i zapanować nad światem, teriantrop, wuj Vipéry i brat Don Marcosa.
- Vipéra – druga zaraz po Misterze D największa przeciwniczka Kangurów, siostrzenica Mistera D i Don Marcosa, teriantropka.
- Billy – robot-lokaj, główny sługa Vipéry.
- Arthur – małpa, sługa Mistera D, znany z ciętego języka.
- Buck i Jo – zbiry na usługach Mistera D, wykonują każde polecenie.
- Don Marcos – bliźniak Mistera D, podobnie zły i antypatyczny, co jego brat, teriantrop.
- Janus – władca podmorskiego świata, ma na usługach całą armię rybopodobnych wojowników.
- Robur i Roxana – para zbirów z Bliskiego Wschodu, chcą zdetronizować Księcia Kantora, a Robur ma  zostać sułtanem i zawładnąć światem.

### Postacie poboczne
- Roy Walter – dziennikarz sportowy, komentator meczów koszykówki.
- Adélaïde'a III – polityk, królowa Mysialandu.
- Jimmy McConnor – polityk, prezydent Archipelagu Grand West.
- Lady Daisy – żona McConnora, pierwsza dama Archipelagu Grand West.
- Bob Mitch – szef policji Mysialandu.
- Tom Book – szef sił zbrojnych Archipelagu Grand West.
- Manhattan, Piraci, Hipisi, Nindże,  Tytani, Karzełki z Westlandu – główni rywale kangurów w grze w koszykówkę.

## Obsada (głosy)
- Roger Caler –
  - Roy Walter,
  - Archie,
  - Arthur,
  - Robur
- Patrick Poivey – Napo
- Marc François – Nelson
- Daniel Beretta – Kevin
- Valérie de Vulpian –
  - Junior,
  - Tiffanie
- Jean-Claude Montalban – Mister D
- Francine Lairé – Vipéra
- Benoît Allemane – Sammy